# Estación de Matillas
Matillas es una estación de ferrocarril situada en el municipio español de Matillas, en la provincia de Guadalajara, región de Castilla-La Mancha. Dispone de servicios de Media Distancia operados por Renfe.

## Situación ferroviaria
La estación se encuentra en el punto kilométrico 115,442 de la línea férrea de ancho ibérico que une Madrid con Barcelona a 817,8 metros de altitud, entre las estaciones de Jadraque y de Baides. El tramo es de doble vía y está electrificado.

## Historia
La estación fue inaugurada el 2 de julio de 1862 con la apertura del tramo Jadraque - Medinaceli de la línea férrea Madrid-Zaragoza por parte de la Compañía de los Ferrocarriles de Madrid a Zaragoza y Alicante o MZA. En 1941, la nacionalización del ferrocarril en España supuso la integración de la compañía en la recién creada RENFE. 
Desde el 31 de diciembre de 2004 Renfe Operadora explota la línea mientras que Adif es la titular de las instalaciones ferroviarias.

## La estación
En su diseño es prácticamente idéntica a las estaciones de Yunquera o Humanes de Mohernando. Está formada por una estructura de planta baja con cubierta en raso y disposición lateral a la vía. Su fachada principal posee siete huecos repartidos entre puertas de acceso al recinto y cuatro ventanas rectangulares. Aún conserva parte de su señalización de origen realizada con cerámica blanca y azul. 
Está formada por dos andenes, uno lateral y otro central y tres vías. La via 2 se encuentra entre el andén lateral y el central. La via 1 se ubica entre el andén central y la vía 3, esta última vía es derivada y sin acceso a andén. 

## Servicios ferroviarios

### Media Distancia
Los servicios de Media Distancia de Renfe operados con trenes Regionales y Regionales Exprés tienen como principales destinos Madrid, Lérida, Sigüenza y Barcelona
| Línea MD | Trenes          | Origen/Destino   |  | Destino/Origen                |
| -------- | --------------- | ---------------- |  | ----------------------------- |
|          | Regional Exprés | Madrid-Chamartín |  | Barcelona-Estación de Francia |
|          | Regional        | Madrid-Chamartín |  | Lérida Sigüenza               |